# Aeroportul Ibaraki
Aeroportul Ibaraki (IATA: IBR, ICAO: RJAH) este un aeroport din Omitama, Prefectura Ibaraki, Japonia ce deservește zona Mito. Aeroportul a fost tranzitat în decembrie 2020 de 25.607 pasageri. A fost deschis în 1937.
Situat la o altitudine de 33 m, aeroportul dispune de 1 pistă. Este operat de Japan Air Self-Defense Force⁠(d).

## Infrastructură

### Piste
Aeroportul dispune de o singură pistă. Pista are orientarea 03L/21R. 